# Pamvotida-See
Der Pamvotida-See (griechisch λίμνη Παμβώτιδα, gesprochen limni pamvotida; alternativer Name: griechisch λίμνη των Ιωαννίνων, gesprochen limni ton Ioanninon, Ioannina-See; albanisch: Liq Janinë) ist ein natürlicher See in der Region Epirus in Griechenland. Er befindet sich mit seiner gesamten Fläche im Regionalbezirk Ioannina in der Ebene von Ioannina auf 470 m über dem Meeresspiegel unmittelbar östlich der Stadt Ioannina.
Der See hat eine maximale Länge von ca. 7,5 km und eine Breite von 1,5 bis 5 km. Die mittlere Tiefe beträgt 4–5 m, die größte Tiefe misst 11 m. Die vom Pamvotida-See bedeckte Fläche misst 22,8 km². Im nördlichen Teil der Westküste des Sees liegt die Stadt Ioannina. An der Nordküste des Sees liegt die Ortschaft Perama. Die Nordost- und Ostküste des Pamvotida-Sees werden durch den Bergzüge des Mitsikeli und des Driskos begrenzt. An der Südküste setzt sich die Ebene von Ioannina fort.
Der Pamvotida-See wird aus Gewässern der umliegenden Berge gespeist. An den bergigen Begrenzungen sind die Küsten bewaldet, an den ebenen Begrenzungen schließt sich Farmland an oder bebautes Gebiet (Ioannina). Der See selbst und Teile seiner Küste sind unter dem Namen Limni Ioanninon als Natura 2000 Schutzgebiet ausgewiesen.
Das Alter des Pamvotida-Sees wird mit ca. 10.000 Jahren angegeben.
In der Nähe der Ostküste des Sees befindet sich eine kleine Insel, die Ioannina-Insel. Diese wurde von Ali Pascha als seine letzte Zuflucht vor dem osmanischen Expeditionsheer benutzt. Dort wurde er 1822 auch getötet.

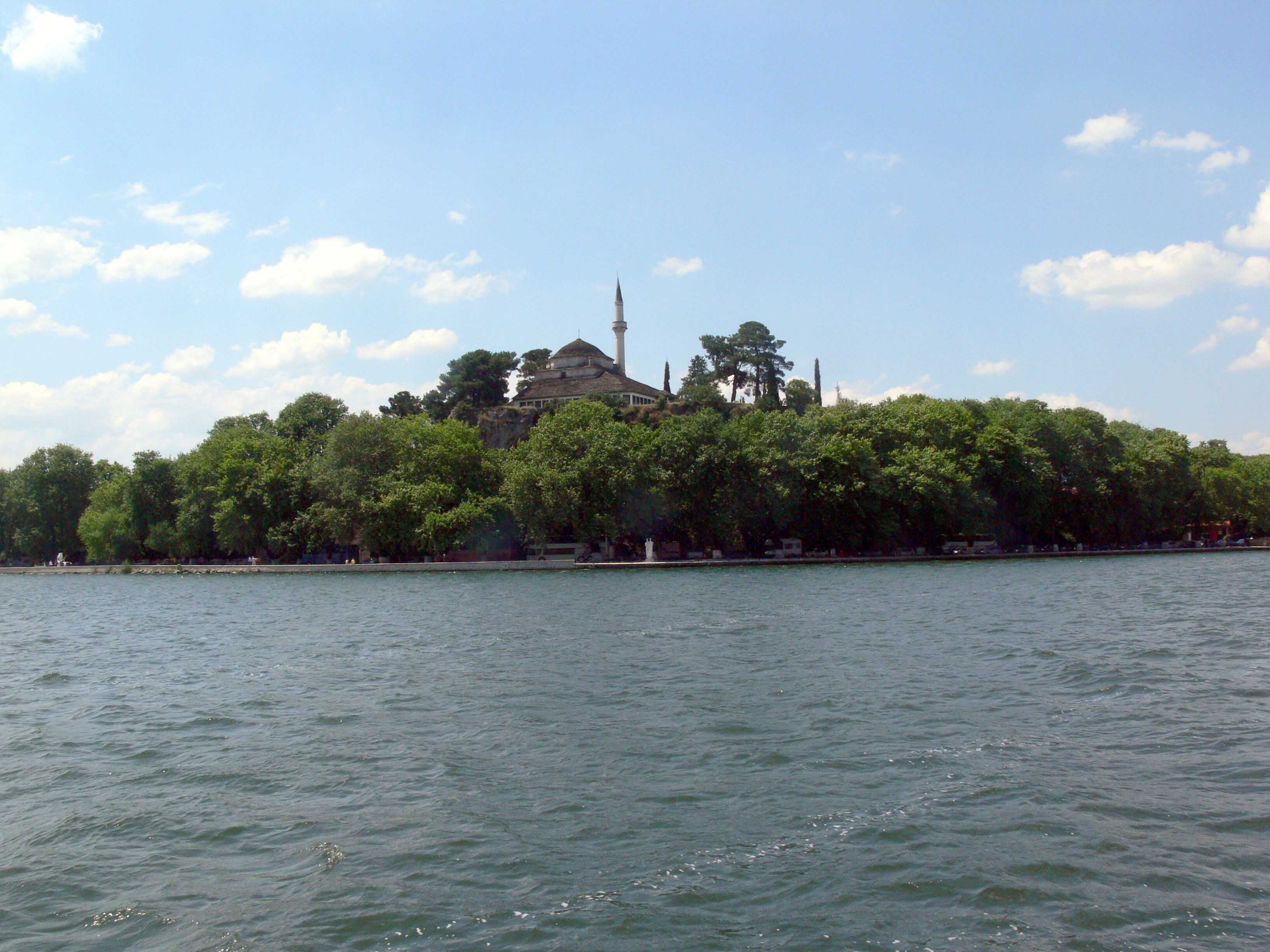
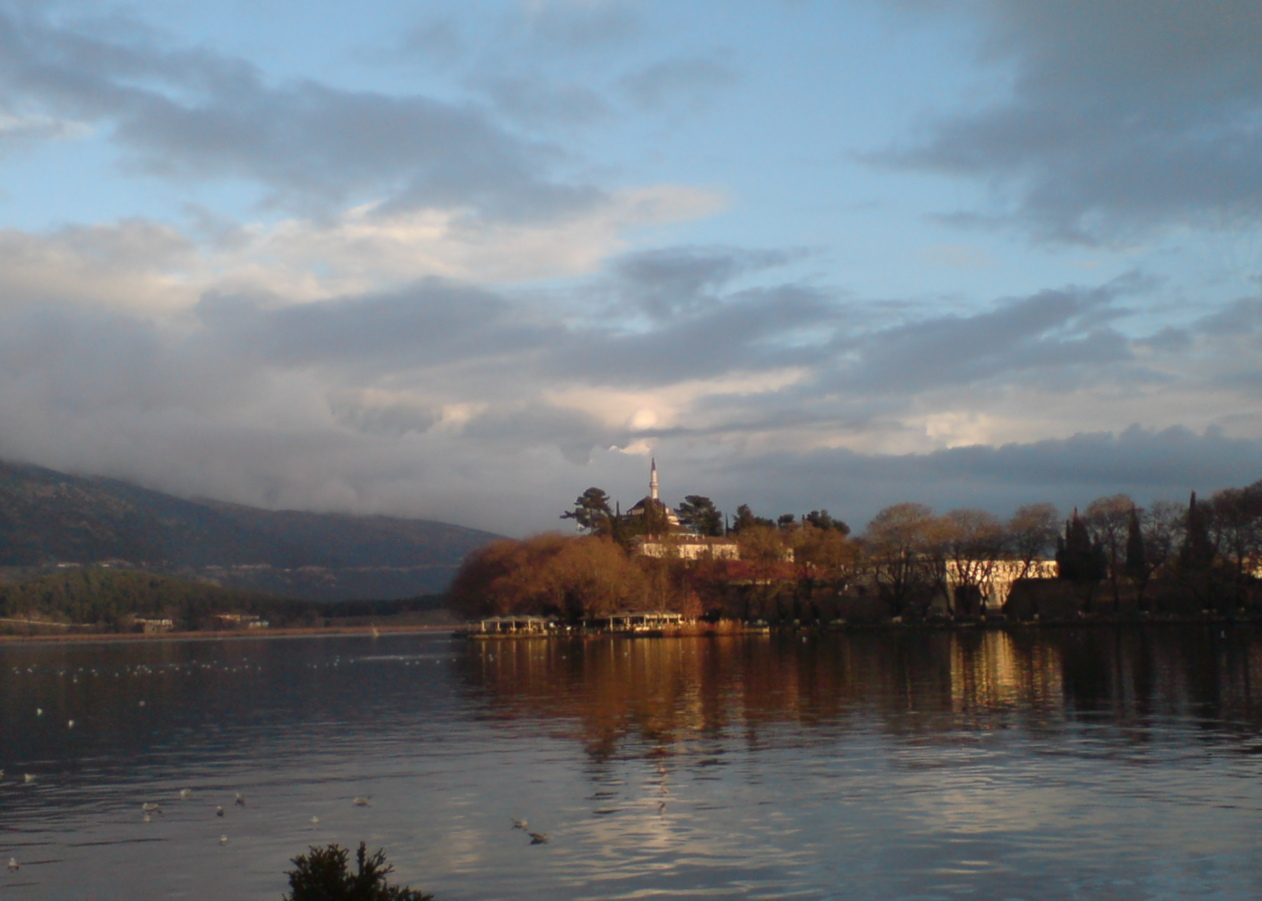